# ایتونویل (واشینگتن)
ایتونویل (به انگلیسی: Eatonville) یک منطقهٔ مسکونی در ایالات متحده آمریکا است که در شهرستان پیرس، واشینگتن واقع شده‌است. ایتونویل ۴٫۷۸ کیلومتر مربع مساحت و ۲٬۷۵۸ نفر جمعیت دارد و ۲۴۴ متر بالاتر از سطح دریا واقع شده‌است.